# Bogdan Dobrew
Bogdan Dobrew (bulgarisch Богдан Добрев; * 29. Juli 1957) ist ein ehemaliger bulgarischer Ruderer. Er gewann 1980 eine olympische Bronzemedaille. 

## Sportliche Karriere
Der 1,89 m große Bogdan Dobrew gewann zusammen mit Christo Jelew, Ljubomir Petrow und Eftim Stoyanow die Bronzemedaille im Doppelvierer bei den Weltmeisterschaften 1977 in Amstelveen. Im Jahr darauf bei den Weltmeisterschaften in Neuseeland trat der bulgarische Doppelvierer mit Mintscho Nikolow, Stoiko Hadilew, Ljubomir Petrow und Bogdan Dobrew an und belegte den fünften Platz.
Bei den Olympischen Spielen 1980 in Moskau ruderten Mintscho Nikolow, Ljubomir Petrow, Iwo Russew und Bogdan Dobrew im Doppelvierer an. Im zweiten Vorlauf gewann das Boot aus der DDR vor den Bulgaren und Franzosen, das Boot aus der gastgebenden Sowjetunion belegte den vierten Platz. Nur die Vorlaufsieger aus Jugoslawien und aus der DDR waren direkt für das Finale qualifiziert. Den ersten Hoffnungslauf gewannen die Franzosen vor den Spaniern, im zweiten  Hoffnungslauf siegte der Doppelvierer aus der Sowjetunion vor den Bulgaren. Im Finale belegten die vier Boote, die bereits im zweiten Vorlauf aufeinander getroffen waren, die ersten vier Plätze. Es siegte das Boot aus der DDR mit anderthalb Sekunden Vorsprung vor dem sowjetischen Boot, dahinter mit jeweils ungefähr einer Sekunde Abstand die Bulgaren vor den Franzosen.
Dobrew belegte bei den Weltmeisterschaften 1982 in Luzern den siebten Platz mit dem Doppelvierer, 1983 in Duisburg fuhr der bulgarische Doppelvierer auf den elften Platz.